# Biharnagybajom, Hajdú-Bihar
Biharnagybajom (în română Boianu Mare) este un sat în districtul Püspökladány, județul Hajdú-Bihar, Ungaria, având o populație de 2.996 de locuitori (2011). 

## Demografie
Componența etnică a satului Biharnagybajom
     Maghiari (86,98%)
     Romi (12,65%)
     Necunoscut (0,13%)
     Români (0,23%)
     Alții (0,13%)
Componența confesională a satului Biharnagybajom
     Fără religie (49,93%)
     Reformați (31,04%)
     Romano-catolici (1,94%)
     Necunoscută (16,46%)
     Alte religii (1,3%)
Conform recensământului din 2011, satul Biharnagybajom avea 2.996 de locuitori. Din punct de vedere etnic, majoritatea locuitorilor (86,98%) erau maghiari, cu o minoritate de romi (12,65%). Apartenența etnică nu este cunoscută în cazul a 0,13% din locuitori. Nu există o religie majoritară, locuitorii fiind persoane fără religie (49,93%), reformați (31,04%) și romano-catolici (1,94%). Pentru 16,46% din locuitori nu este cunoscută apartenența confesională.